# Boxer MRAV
Het Boxer MRAV is een Duits-Nederlands pantserwielvoertuig. Het voertuig wordt geproduceerd door Rheinmetall. Het gepantserde voertuig vervangt vanaf begin 2013 de nog aanwezige YPR-pantservoertuigen en de M-577-pantserrupscommandovoertuigen bij de Koninklijke Landmacht.

## Geschiedenis
De eerste stappen voor de Boxer werden aan het eind van de vorige eeuw gezet. Duitsland, Engeland en Frankrijk besloten gezamenlijk een pantserwielvoertuig te ontwikkelen. In 1999 trok Frankrijk zich echter terug om met de eigen Véhicule blindé de combat d'infanterie (VBCI) verder te gaan. In 2001 nam Nederland de opengevallen plaats in, maar in 2003 trok ook Engeland zich terug. Uiteindelijk is de Boxer het resultaat van de Duits-Nederlandse samenwerking. De afkorting MRAV staat voor MultiRole Armoured Vehicle en staat ook bekend in Duitsland als Gepanzertes Transport Kraftfahrzeug (GTK).
Het voertuig wordt geproduceerd door het Duitse ARTEC GmbH waarbij ARTEC staat voor ARmoured vehicle TEChnology. ARTEC is gevestigd in München en is een joint venture van de Duitse bedrijven Krauss-Maffei Wegmann en Rheinmetall en Rheinmetall Nederland aan de Nederlandse zijde. Duitsland ontving het eerste testexemplaar in 2002 en Nederland in 2003. De productie zou starten in 2004, maar door veel technische aanpassingen en politieke heroverwegingen werd dit vertraagd tot 2008. Het Duitse en Nederlandse leger hebben in totaal 472 Boxer voertuigen besteld in negen verschillende uitvoeringen.
In 2009 werd het eerste voertuig ceremonieel gepresenteerd aan de ministers van Defensie van Nederland (Eimert van Middelkoop) en Duitsland (Franz Josef Jung).
In Nederland heeft met de Boxer sinds 2016 de YPR-pantservoertuigen en de M-577-pantserrupscommandovoertuigen vervangen. De rol van de YPR pantsergevechtversie wordt overgenomen door de CV90.
Op 4 november 2019 tekende het Britse leger een order voor ruim 500 Boxer voertuigen in vier verschillende versies. De voertuigen worden in Duitsland gemaakt en de eerste voertuigen worden in 2022 geleverd. Met eerdere orders uit Duitsland, Nederland en Litouwen zijn er in totaal 1200 voertuigen besteld.

## Beschrijving
Het voertuig bestaat uit twee delen: een gestandaardiseerd bestuurdersmodule, dat is het rijdende gedeelte met het onderstel, en de daarop missiespecifieke-module. Deze laatste verschilt dus per Boxer-uitvoering. De Boxer heeft een hoge mobiliteit, een groot laadvolume en laadgewicht en het biedt goede ballistische bescherming aan de inzittenden van het voertuig.
Het voertuig telt acht wielen die alle permanent worden aangedreven, 8x8. De voorste vier wielen zijn bestuurbaar. Alle wielen zijn aangesloten op een centraal systeem waarmee de bandenspanning kan worden gereguleerd. De dieselmotor is van MTU, telt acht cilinders en heeft een vermogen van 720 pk of 530 kW. De automatische versnellingsbak telt zeven versnellingen voor- en drie achteruit. Het voertuig kan hellingen opklimmen tot maximaal 60% en dwarshellingen van 30% zijn geen probleem. Water met een maximale diepgang van 1,5 meter kan zonder verdere voorbereidingen worden genomen, maar het voertuig is niet amfibisch.

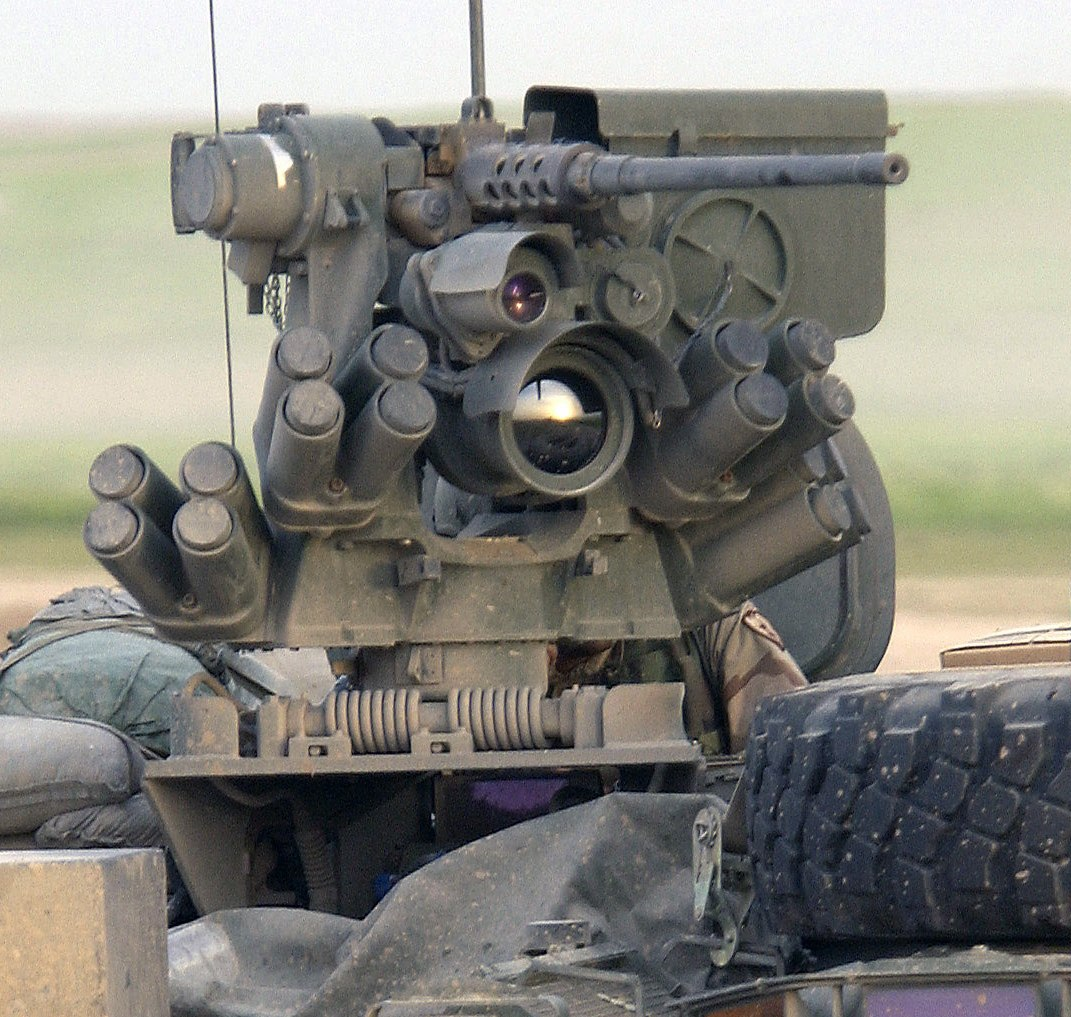
M151 Protector met machinegeweer op een Stryker pantserwielvoertuig

De bewapening bestaat uit een Protector M151 met een .50 inch mitrailleur; alleen de Boxer Ambulance heeft geen wapens. De wapens zijn op afstand bedienbaar. De schutter zit niet in het wapenstation, maar op een andere plaats in het voertuig. Vanaf die plek bedient hij het wapenstation met behulp van een beeldscherm en joystick.

## Bepantsering
De bepantsering van het voertuig bestaat uit een basis bepantsering van gehard staal en een speciale samengestelde bepantsering onder de naam AMAP. Deze samengestelde bepantsering bestaat uit een dragerslaag voor de integriteit, een keramische laag en een afdeklaag. AMAP is ontwikkeld door IBD Deisenroth Engineering GmbH, sinds juni 2019 een onderdeel van Rheinmetall. Het geharde staal en de samengestelde bepantsering zijn verbonden m.b.v. speciale schroeven. De binnenkant van de Boxer is bekleed met kevlar. De Boxer is ook beschermd tegen ballistische aanvallen. Dit dankzij de AMAP-B(allistisch). Hierbij wordt vooral gekeken naar de bescherming tegen mortieren met een Kaliber tot wel 155mm. Een van de grootste bedreigingen voor de Boxer in hedendaagse oorlogvoering zijn bermbommen/mijnen. Hiervoor is de Boxer uitgerust met de AMAP-M en de AMAP-IED. Deze bepantsering is speciaal ontwikkeld om het voertuig te beschermen tegen bermbommen met een kracht van 8 kilogram TNT.
De NAVO heeft een aantal gestandaardiseerde klassen voor bepantsering van voertuigen ontwikkeld. Dit staat bekend onder de naam STANAG 4569. Er zijn hierbij vijf klassen waarbij één de slechtste is en vier de beste is. De vijfde klasse is niet gefocust op bermbommen en wordt daarom weinig gebruikt. De Boxer valt onder klasse 3a wat dus inhoudt dat het voertuig een explosie met een kracht van 8 kilo TNT aan de onderkant kan doorstaan. Dit houdt ook in dat wanneer de explosie 2 meter naast het voertuig zou plaatsvinden, de kracht groter zou moeten zijn om het voertuig te vernietigen.

## Boxer in Nederland
In 2010 had Nederland 200 Boxer-pantserwielvoertuigen in bestelling en de kosten waren in totaal begroot op zo'n € 1,6 miljard, waarvan € 113 miljoen voor de ontwikkelingsfase en € 1,4 miljard voor de productie (beide cijfers zijn inclusief btw, prijspeil 2009). Het voertuig wordt in zes verschillende uitvoeringen geleverd.
- Boxer Commando Post (CP) – commandovoertuig en wordt ingezet bij diverse gevechtsbataljons. Het voertuig is voorzien van veel communicatieapparatuur. De bemanning bestaat uit 1 commandant, 1 schutter, 1 bestuurder als vaste voertuigbemanning, 3 stafofficieren en 1 stafassistent. Daarnaast kan nog een extra persoon worden meegevoerd. Er zijn 60 exemplaren van deze versie besteld.
- Boxer Ambulance (AMB) – dit gewondentransportvoertuig gaat de YPR-gewondentransport uitvoering (GWT) vervangen. Het voertuig kan maximaal drie liggende of zeven zittende patiënten meenemen. De bemanning bestaat uit drie personen, 1 bestuurder, 1 commandant en 1 geneeskundig verzorger. Deze module is hoger waardoor de voertuighoogte op 2,72 meter uitkomt en heeft in de cabine een stahoogte van circa 1,85 meter. Van deze versie komen vanaf 2014[3] 52 stuks in Nederlandse dienst.
- Boxer Geniegroep (GNGP) – genievoertuig. Deze telt een negenkoppige bemanning: 1 commandant van de geniegroep, 1 chauffeur, 1 waarnemend commandant, 1 schutter en 5 leden van de geniegroep. In totaal komen er 53 exemplaren. Van deze serie worden 12 exemplaren omgebouwd naar de BDR-versie.
- Boxer Battle Damage Repair (BDR) – reparatievoertuig voor de onderhouds- en diagnosegroep van de eenheden. De bemanning bestaat uit drie personen, namelijk 1 commandant, 1 schutter en 1 bestuurder, maar een extra passagier kan meegevoerd worden.
- Boxer Cargo – 27 exemplaren van deze versie zijn besteld voor het vervoer van vracht. Het vrachtgedeelte heeft een volume van 14 m3. Een tweekoppige bemanning is afdoende, 1 commandant/schutter en 1 chauffeur.
- Boxer Driver Training Vehicle (DTV) – rijlesvoertuig. De leerlingbestuurder neemt plaats op de bestuurderszitplaats in het rijdende gedeelte. In de rijlesmodule is ruimte voor rijinstructeur en twee leerlingen. Acht van deze voertuigen worden verwacht.

De Koninklijke Landmacht kreeg in 2013 de eerste Boxer-pantserwielvoertuigen. Het betrof de uitvoeringen Cargo, Ambulance en Driver Training Vehicle. Eind 2013 volgde de Boxer Commando Post en in 2015 de Boxer Geniegroep. De invoering van de reparatievoertuigen volgde in 2016 en/of 2017. In juli 2018 rolde het laatste exemplaar van de productieband bij RMMV Nederland.
Er wordt gesproken over de aankoop van de Boxer-RCT 30 maar hier is nog onduidelijkheid over

## Afbeeldingen

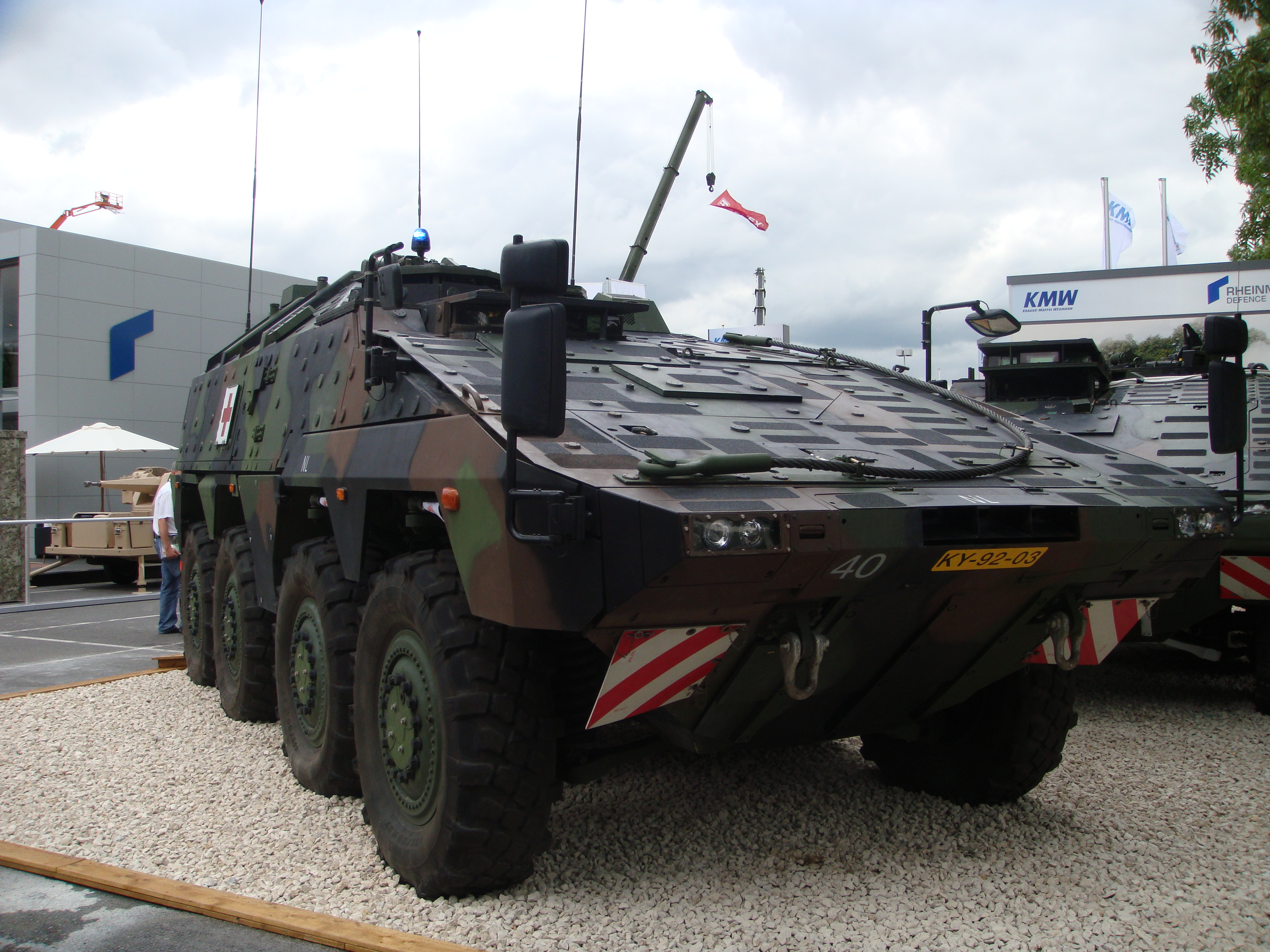
AMB-uitvoering
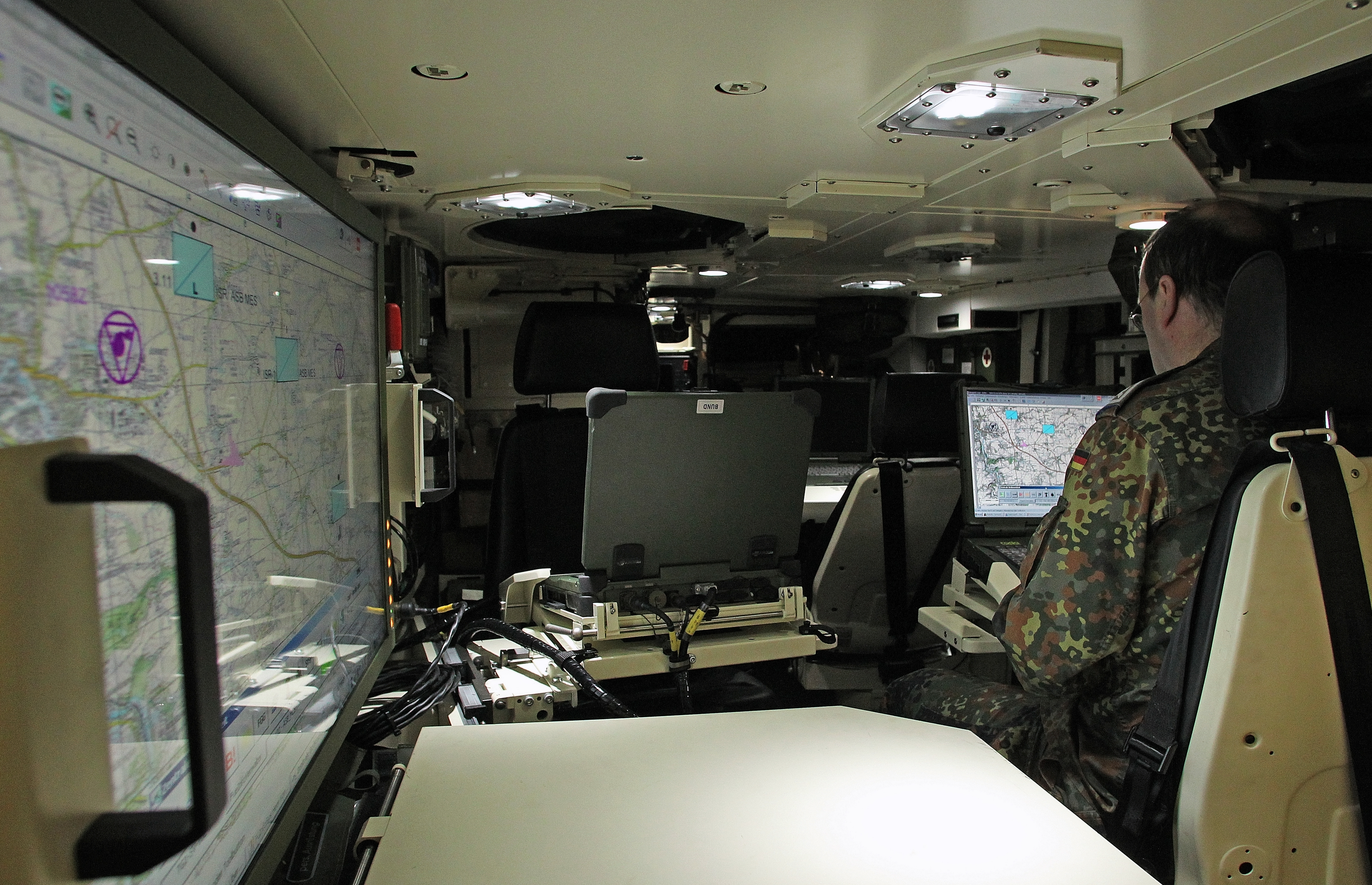
Interieur
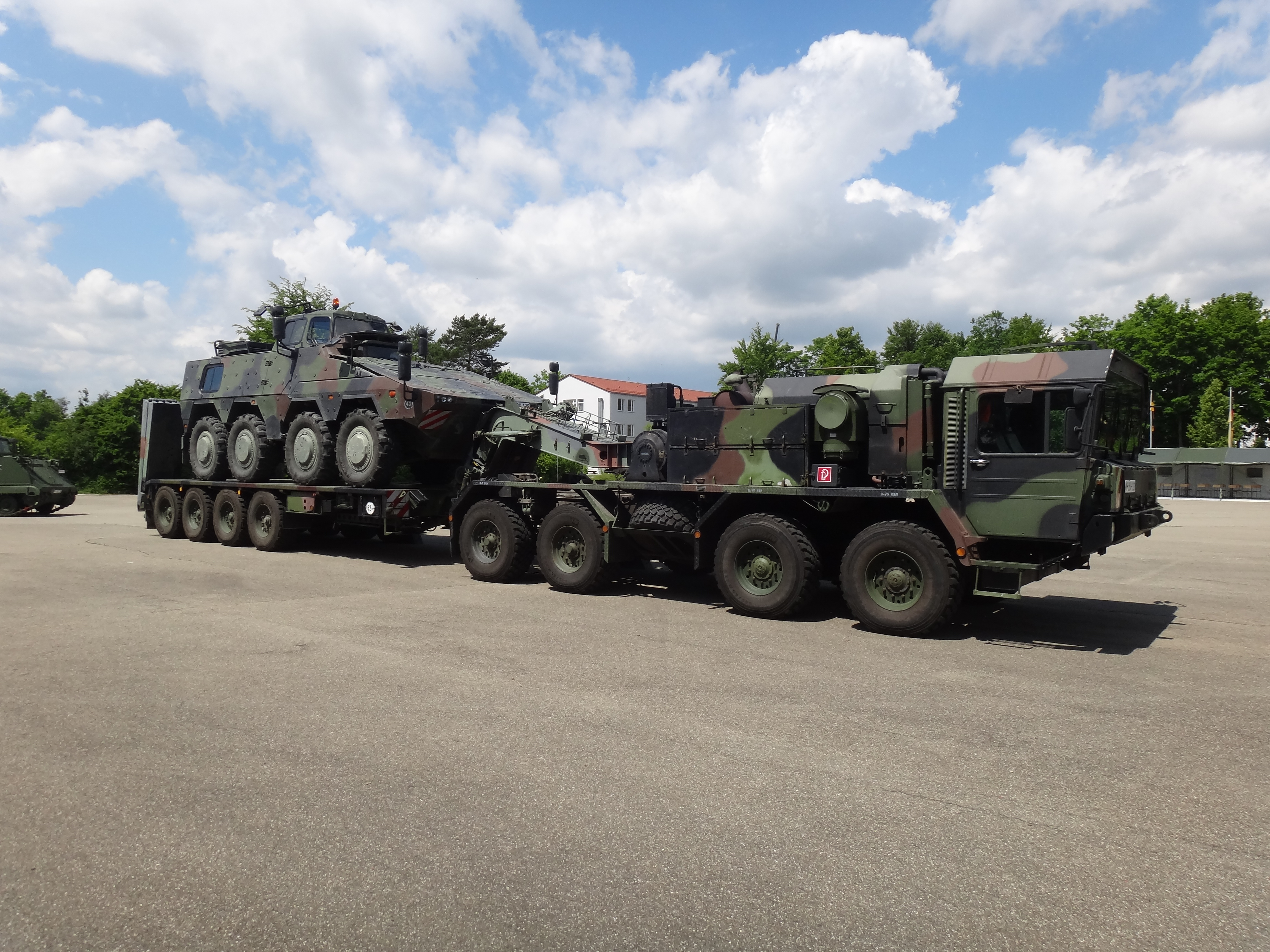
DTV-uitvoering op transport